# István Németh
István Németh (ur. 16 listopada 1979 w Körmend) – węgierski koszykarz, występujący na pozycji rzucającego obrońcy.

## Osiągnięcia
Drużynowe
- Mistrz:
  - Polski (2005, 2006)
  - Węgier (2003)
- 2-krotny wicemistrz Węgier (2002, 2013)
- 2-krotny brązowy medalista mistrzostw Węgier (2001, 2011)
- Zdobywca pucharu:
  - Węgier (1998)
  - Polski (2006)
- 2. miejsce w Pucharze Węgier (1999, 2013)
- Uczestnik rozgrywek:
  - Euroligi (2002/03, 2004/05 – TOP 16, 2005/06)
  - Pucharu Saporty (1997–1999)
  - EuroChallenge (2012/13)
  - Eurocup (2006/07)
- Mistrz Węgier Juniorów (1999)

Indywidualne
- Uczestnik:
  - meczu gwiazd PLK (2005)[1]
  - meczu gwiazd ligi węgierskiej (2000)

Reprezentacja
- Uczestnik:
  - mistrzostw Europy (1999 – 14. miejsce)
  - kwalifikacji do mistrzostw Europy (2001, 2003, 2005, 2007, 2009)